# Зайцев, Вячеслав Андреевич
Вячеслав Андреевич Зайцев (род. 28 августа 1989, Ленинград, СССР) — российский профессиональный баскетболист, играющий на позиции разыгрывающего защитника.

## Карьера

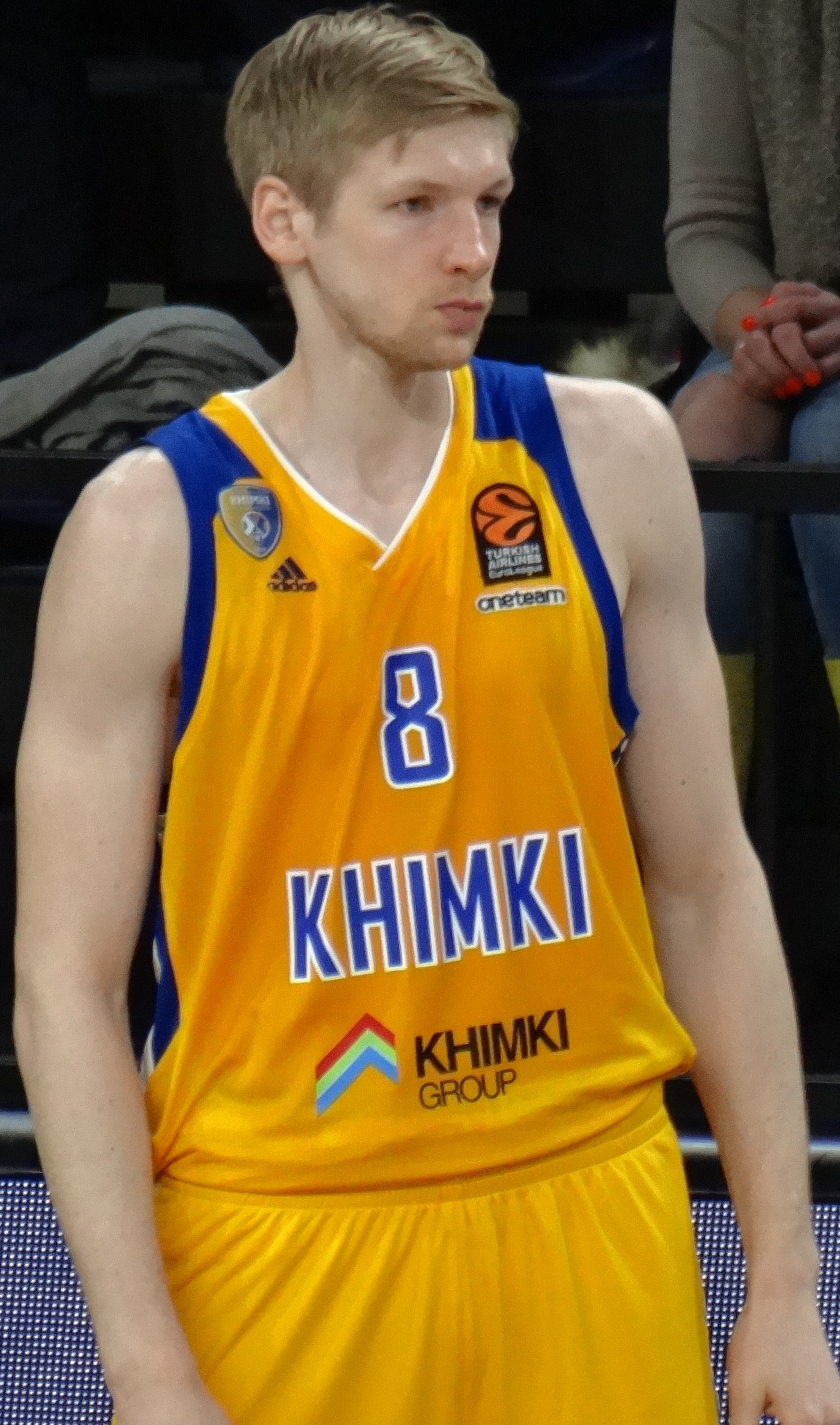
В составе «Химок» (2018)

Начал свою карьеру в системе «Химок». С 2006 по 2009 Вячеслав выступал за дублирующий состав подмосковного клуба, после чего был переведён в основную команду. В составе клуба, c 2009 по 2011 Зайцев дважды становился серебряным призёром чемпионата России, а также был членом чемпионского состава химчан в Единой Лиги ВТБ 2010/2011.
С 2011 года защищал цвета красноярского «Енисея». В сезоне 2013/2014 установил карьерные пики по очкам и передачам в среднем за игру (6.5 + 1.6), а также помог команде завоевать путевку в плей-офф Единой Лиги. В сезоне 2014/2015 Вячеслав обновил свои показатели и на европейской арене (4.8 очка + 1.5 передача + 1.1 подбор), дойдя вместе с «Енисеем» до четвертьфинала Кубка вызова ФИБА.
В июле 2015 года перешёл в «Красный Октябрь», в составе которого провёл 30 матчей в Единой лиге ВТБ, набирая в среднем по 10,9 очка, 4,7 подбора, 3,2 передачи и 1,5 перехвата.
В июле 2016 года вернулся в «Химки», подписав контракт по схеме «1+1».
27 января 2017 года Зайцев попал в число участников конкурса данков «Матча всех звёзд Единой лиги ВТБ» в Сочи, но из-за травмы спины Вячеслав был заменён на Максима Колюшкина.
В июне 2019 года Зайцев подписал новый 2-летний контракт с «Химками».
В сезоне 2020/2021 в Единой лиге ВТБ Зайцев набирал 6,0 очков, 3,4 подбора, 2,8 передачи и 1,2 перехвата. В Евролиге его статистика составила 5,1 очка, 2,4 подбора, 2,4 передачи и 1,3 перехвата.
В июле 2021 года Зайцев перешёл в УНИКС.
В январе 2025 года, по итогам голосования болельщиков, Зайцев был выбран для участия в «Матче всех звёзд Единой лиги ВТБ».
В мае 2025 года Зайцев перешёл в МБА.

## Сборная России
В июне 2011 года Зайцев был включён в расширенный состав сборной России для подготовки к Евробаскету-2011.
Летом 2016 года Зайцев получил приглашение в «Открытый лагерь РФБ», по итогам которого несколько игроков смогут присоединиться к тренировкам основной сборной России.
В апреле 2017 года Вячеслав был включён в расширенный список кандидатов в сборную России, для подготовки к Евробаскету-2017. Перед вылетом на товарищеский турнир в Казань тренерский штаб сборной принял решение отказаться от услуг Зайцева.
В июне 2019 года Зайцев попал в список кандидатов на участие в сборе перед чемпионатом мира-2019.
В январе 2020 года Зайцев был включён в расширенный состав сборной России на отборочные игры Евробаскета-2021.
В ноябре 2021 года Зайцев был включён в расширенный состав сборной России для участия в подготовке к матчам квалификации Кубка мира-2023 со сборными Италии и Исландии.
В феврале 2021 года Зайцев был вызван на сбор национальной команды для подготовки к двум матчам квалификации Кубка мира-2023 со сборной Нидерландов.

## Достижения
- Чемпион Единой лиги ВТБ (2): 2010/2011, 2022/2023
- Серебряный призёр Единой лиги ВТБ (3): 2016/2017, 2017/2018, 2018/2019
- Бронзовый призёр Единой лиги ВТБ: 2021/2022
- Бронзовый призёр Суперкубка Единой лиги ВТБ (2): 2021, 2022
- Чемпион России: 2022/2023
- Серебряный призёр чемпионата России (5): 2009/2010, 2010/2011, 2016/2017, 2017/2018, 2018/2019
- Бронзовый призёр чемпионата России: 2021/2022